# Franz Steiner (Politiker, 1869)
Franz Steiner (* 14. Februar 1869 in Lichtenwörth; † 30. Jänner 1960 in Graz) war ein österreichischer Gewerbetreibender und Politiker.

## Leben und Wirken
Steiner stand ab dem Jahr 1893 der Steiermärkischen Arbeiterbäckerei in Graz vor und gründete im Jahr 1896 seine eigene Bäckerei Steiner in Eggenberg (Graz). Er war frühes Mitglied der Großdeutschen Volkspartei. Von 1898 bis 1932 gehörte er dem Eggenberger Gemeinderat an und stand der damals selbständigen Marktgemeinde in den Jahren von 1910 bis 1912 und von 1914 bis 1919 als Bürgermeister vor. Von 1932 bis 1935 gehörte er dem steirischen Landtag an, wurde dessen Vizepräsident und leitete in den Jahren von 1933 bis 1937 außerdem den steiermärkischen Handels- und Gewerbebund. Am 1. Mai 1938 trat er der NSDAP bei (Mitgliedsnummer 6.196.487). Nach ihm ist die Franz-Steiner-Gasse in Graz benannt.